# Temporada 1999-2000 de los Minnesota Timberwolves
La temporada 1999-2000 fue la undécima de los Minnesota Timberwolves en la NBA. La temporada regular acabó con 50 victorias y 32 derrotas, ocupando el sexto puesto de la conferencia Oeste, clasificándose para los playoffs, en los que cayeron en primera ronda ante los Portland Trail Blazers.

## Elecciones en elDraft
| Ronda | Puesto | Jugador          | Posición | Nacionalidad   | Universidad/Club |
| ----- | ------ | ---------------- | -------- | -------------- | ---------------- |
| 1     | 6      | Wally Szczerbiak | Alero    | Estados Unidos | Miami (OH)       |
| 1     | 14     | William Avery    | Base     | Estados Unidos | Duke             |
| 2     | 42     | Louis Bullock    | Escolta  | Estados Unidos | Michigan         |

## Temporada regular
| División Medio Oeste     | División Medio Oeste | División Medio Oeste | División Medio Oeste | División Medio Oeste | División Medio Oeste | División Medio Oeste | División Medio Oeste | División Medio Oeste |
| Equipo                   | G                    | P                    | %                    | PD                   | Casa                 | Fuera                | Div                  |                      |
| ------------------------ | -------------------- | -------------------- | -------------------- | -------------------- | -------------------- | -------------------- | -------------------- | -------------------- |
| y-Utah Jazz              | 55                   | 27                   | .671                 | –                    | 31–10                | 24–17                | 14–10                |                      |
| x-San Antonio Spurs      | 53                   | 29                   | .646                 | 2                    | 31–10                | 22–19                | 16–8                 |                      |
| x-Minnesota Timberwolves | 50                   | 32                   | .610                 | 5                    | 26–15                | 24–17                | 18–6                 |                      |
| Dallas Mavericks         | 40                   | 42                   | .488                 | 15                   | 22–19                | 18–23                | 12–12                |                      |
| Denver Nuggets           | 35                   | 47                   | .427                 | 20                   | 25–16                | 10–31                | 10–14                |                      |
| Houston Rockets          | 34                   | 48                   | .415                 | 21                   | 22–19                | 12–29                | 8–16                 |                      |
| Vancouver Grizzlies      | 22                   | 60                   | .268                 | 33                   | 12–29                | 10–31                | 6–18                 |                      |

## Playoffs

### Primera ronda
Portland Trail Blazers  vs. Minnesota Timberwolves
| Fecha       | Partido                                              | Ciudad      |
| ----------- | ---------------------------------------------------- | ----------- |
| 23 de abril | Portland Trail Blazers 91, Minnesota Timberwolves 88 | Portland    |
| 26 de abril | Portland Trail Blazers 86, Minnesota Timberwolves 82 | Portland    |
| 30 de abril | Minnesota Timberwolves 94, Portland Trail Blazers 87 | Minneapolis |
| 2 de mayo   | Minnesota Timberwolves 77, Portland Trail Blazers 85 | Minneapolis |
|             | Portland Trail Blazers gana las series 3-1           |             |

## Estadísticas

### Temporada regular
| Jugador          | POS | PJ | PT | MJ    | REB | AST | ROB | TAP | PTS   | MPP  | RPP  | APP | ROP | TPP | PPP  |
| ---------------- | --- | -- | -- | ----- | --- | --- | --- | --- | ----- | ---- | ---- | --- | --- | --- | ---- |
| Malik Sealy      | SF  | 82 | 61 | 2,392 | 352 | 197 | 76  | 19  | 929   | 29.2 | 4.3  | 2.4 | .9  | .2  | 11.3 |
| Rasho Nesterović | C   | 82 | 55 | 1,723 | 379 | 93  | 21  | 85  | 471   | 21.0 | 4.6  | 1.1 | .3  | 1.0 | 5.7  |
| Anthony Peeler   | SG  | 82 | 22 | 2,073 | 232 | 195 | 62  | 10  | 804   | 25.3 | 2.8  | 2.4 | .8  | .1  | 9.8  |
| Kevin Garnett    | PF  | 81 | 81 | 3,243 | 956 | 401 | 120 | 126 | 1,857 | 40.0 | 11.8 | 5.0 | 1.5 | 1.6 | 22.9 |
| Joe Smith        | C   | 78 | 9  | 1,975 | 484 | 88  | 45  | 85  | 774   | 25.3 | 6.2  | 1.1 | .6  | 1.1 | 9.9  |
| Wally Szczerbiak | SF  | 73 | 53 | 2,171 | 272 | 201 | 58  | 23  | 845   | 29.7 | 3.7  | 2.8 | .8  | .3  | 11.6 |
| Bobby Jackson    | PG  | 73 | 10 | 1,034 | 153 | 172 | 48  | 7   | 369   | 14.2 | 2.1  | 2.4 | .7  | .1  | 5.1  |
| Terrell Brandon  | PG  | 71 | 71 | 2,587 | 238 | 629 | 134 | 30  | 1,212 | 36.4 | 3.4  | 8.9 | 1.9 | .4  | 17.1 |
| Sam Mitchell     | SF  | 66 | 24 | 1,227 | 138 | 111 | 27  | 14  | 427   | 18.6 | 2.1  | 1.7 | .4  | .2  | 6.5  |
| William Avery    | PG  | 59 | 1  | 484   | 40  | 88  | 14  | 2   | 154   | 8.2  | .7   | 1.5 | .2  | .0  | 2.6  |
| Dean Garrett     | C   | 56 | 23 | 604   | 140 | 19  | 8   | 40  | 114   | 10.8 | 2.5  | .3  | .1  | .7  | 2.0  |
| Tom Hammonds     | PF  | 56 | 0  | 372   | 101 | 10  | 8   | 3   | 117   | 6.6  | 1.8  | .2  | .1  | .1  | 2.1  |
| Andrae Patterson | PF  | 5  | 0  | 20    | 2   | 1   | 1   | 0   | 6     | 4.0  | .4   | .2  | .2  | .0  | 1.2  |

### Playoffs
| Jugador          | POS | PJ | PT | MJ  | REB | AST | ROB | TAP | PTS | MPP  | RPP  | APP | ROP | TPP | PPP  |
| ---------------- | --- | -- | -- | --- | --- | --- | --- | --- | --- | ---- | ---- | --- | --- | --- | ---- |
| Kevin Garnett    | PF  | 4  | 4  | 171 | 43  | 35  | 5   | 3   | 75  | 42.8 | 10.8 | 8.8 | 1.3 | .8  | 18.8 |
| Terrell Brandon  | PG  | 4  | 4  | 162 | 23  | 34  | 3   | 0   | 78  | 40.5 | 5.8  | 8.5 | .8  | .0  | 19.5 |
| Rasho Nesterović | C   | 4  | 4  | 126 | 13  | 6   | 3   | 7   | 25  | 31.5 | 3.3  | 1.5 | .8  | 1.8 | 6.3  |
| Malik Sealy      | SF  | 4  | 4  | 122 | 18  | 5   | 2   | 0   | 50  | 30.5 | 4.5  | 1.3 | .5  | .0  | 12.5 |
| Wally Szczerbiak | SF  | 4  | 4  | 94  | 8   | 2   | 3   | 1   | 24  | 23.5 | 2.0  | .5  | .8  | .3  | 6.0  |
| Anthony Peeler   | SG  | 4  | 0  | 90  | 9   | 5   | 3   | 1   | 30  | 22.5 | 2.3  | 1.3 | .8  | .3  | 7.5  |
| Joe Smith        | C   | 4  | 0  | 79  | 12  | 1   | 3   | 1   | 18  | 19.8 | 3.0  | .3  | .8  | .3  | 4.5  |
| Sam Mitchell     | SF  | 4  | 0  | 68  | 7   | 2   | 0   | 1   | 23  | 17.0 | 1.8  | .5  | .0  | .3  | 5.8  |
| Bobby Jackson    | PG  | 3  | 0  | 30  | 5   | 4   | 2   | 1   | 15  | 10.0 | 1.7  | 1.3 | .7  | .3  | 5.0  |
| Dean Garrett     | C   | 3  | 0  | 16  | 2   | 0   | 0   | 1   | 3   | 5.3  | .7   | .0  | .0  | .3  | 1.0  |
| Tom Hammonds     | PF  | 1  | 0  | 2   | 0   | 0   | 0   | 0   | 0   | 2.0  | .0   | .0  | .0  | .0  | .0   |

## Galardones y récords
| Jugador          | Galardón                                                             |
| Kevin Garnett    | Mejor quinteto de la NBA Mejor quinteto defensivo de la NBA All-Star |
| Wally Szczerbiak | Mejor quinteto de rookies de la NBA                                  |